# Deinutona
Deinutona is een geslacht van rechtvleugeligen uit de familie krekels (Gryllidae). De wetenschappelijke naam van dit geslacht is voor het eerst geldig gepubliceerd in 2008 door Gorochov.

## Soorten
Het geslacht Deinutona omvat de volgende soorten:
- Deinutona major Gorochov, 2008
- Deinutona minor Gorochov, 2008